# СУ-100
СУ-100 — советская противотанковая самоходная артиллерийская установка периода Второй Мировой войны, класса истребителей танков, средняя по массе. Была создана на базе среднего танка Т-34-85 конструкторским бюро Уралмашзавода в конце 1943 — начале 1944 года как дальнейшее развитие САУ СУ-85 ввиду недостаточных возможностей последней в борьбе с немецкими тяжёлыми танками. Серийный выпуск СУ-100 был начат на Уралмашзаводе в августе 1944 года и продолжался до начала 1948 года. Кроме того, в 1953—1956 годах её производство под обозначением SD-100 по советской лицензии осуществлялось в Чехословакии. Всего там собрали 770 установок. Всего же в СССР и Чехословакии было выпущено 4011 САУ этого типа.
Первое боевое применение СУ-100 состоялось в январе 1945 года, и в дальнейшем СУ-100 использовались в ряде операций Великой Отечественной и Советско-японской войны, но в целом их боевое применение было ограниченным. После войны СУ-100 неоднократно модернизировалась и в течение нескольких десятилетий оставалась на вооружении Советской армии. СУ-100 также поставлялись союзникам СССР и участвовали в ряде послевоенных локальных конфликтов, в том числе наиболее активно — в ходе арабо-израильских войн. К концу XX века СУ-100 была снята с вооружения в большинстве использовавших её стран, но, тем не менее, в некоторых из них, по состоянию на 2007 год, всё ещё остаётся в строю.
Инженеры Уралмаша Л. И. Горлицкий, А. Л. Кизима, С. И. Самойлов; инженеры завода № 9 А. Н. Буланов, В. Н. Сидоренко и инженер-механик П. Ф. Самойлов за создание САУ в 1946 году были удостоены звания лауреата Сталинской премии первой степени.

## История создания и производства

### Предпосылки к созданию
Первой САУ класса истребителей танков, запущенной в серийное производство в СССР, стала СУ-85. Она была создана на базе среднего танка Т-34 и штурмового орудия СУ-122 и запущена в производство летом 1943 года. 85-мм пушка Д-5С позволяла СУ-85 эффективно бороться со средними танками противника на дистанциях более километра, а на меньших дистанциях и пробивать лобовую броню тяжёлых танков. Вместе с тем, уже первые месяцы применения СУ-85 показали, что мощность её орудия недостаточна для эффективной борьбы с тяжёлыми танками противника, такими как «Пантера» и «Тигр», которые обладали преимуществом в огневой мощи и защите: навязывали бой с дальних дистанций.
29 августа 1943 года было издано распоряжение ГКО о скорейшем создании более эффективных противотанковых средств. В исполнение распоряжения в сентябре — октябре на Уралмашзаводе был, в числе ряда других САУ на базе Т-34, выполнен эскизный проект установки 122-мм пушки Д-25 в изменённом корпусе СУ-85. Дальнейшая проработка проекта показала, что такая переделка вызовет увеличение массы САУ на 2,5 тонны, а также снижение боекомплекта и скорострельности. В целом изучение представленных вариантов показало, что установка на САУ по типу СУ-85 122-мм пушки или 152-мм гаубицы Д-15 вызовет перегрузку ходовой части и снижение подвижности машины, поэтому решено было оставить эти орудия для вооружения тяжёлых танков и САУ. С другой стороны, интерес вызвал проект увеличенной рубки с усиленным бронированием, применённый на СУ-Д-15.
Альтернативным направлением, на которое возлагались надежды в тот период, стала разработка длинноствольных 85-мм орудий с большей начальной скоростью снаряда — «большой мощности» по терминологии того времени. Но хотя был изготовлен и испытан ряд таких орудий, в том числе и САУ, работы в этом направлении окончились неудачей — новые орудия на стрельбах показали совершенно неудовлетворительную живучесть, часты были случаи разрыва ствола. Вдобавок, результаты обстрела трофейных германских танков выявили низкую эффективность высокоскоростных, но лёгких 85-мм снарядов против установленной под рациональными углами наклона брони высокой твёрдости, по сравнению с тяжёлыми снарядами бо́льших калибров. Наконец, проработки показывали, что вооружение из 85-мм пушки не использовало полностью всех возможностей САУ на шасси Т-34.

### Создание прототипа
Проведённые в начале ноября 1943 года МВТУ, Уралмашзаводом и Техуправлением НКВ расчёты показали, что наиболее рациональным являлся переход к 100—107-мм калибру. Поскольку выпуск 107-мм орудий, таких как пушка М-60, был прекращён ещё в 1941 году, было решено создавать новое танковое и самоходное орудия на основе баллистики морской 100-мм пушки Б-34, о чём 11 ноября был издан соответствующий приказ НКВ. Разработка проекта САУ с ним была осуществлена в конструкторском бюро Уралмашзавода по инициативе главного конструктора Л. И. Горлицкого. Главным инженером проекта был назначен Н. В. Курин. Эскизный проект САУ был передан НКТП и УСА 5 декабря 1943 года. По итогам его рассмотрения ГКО 27 декабря принял постановление № 4851 о вооружении тяжёлого танка ИС и средней САУ 100-мм орудием, обязывавшее ЦАКБ разработать проект соответствующего орудия для установки в СУ-85. НКТП же приказом № 765 от 28 декабря обязал Уралмашзавод:
- к 15 января 1944 года — закончить проектные работы по САУ на базе Т-34, вооружённой 100-мм пушкой конструкции ЦАКБ;
- к 20 февраля — изготовить прототип САУ и провести его заводские испытания с пушкой, которую должен был поставить завод № 92 к 25 января;
- к 25 февраля — передать прототип на государственные испытания.

Однако по изучении присланных ЦАКБ чертежей разработанного ими орудия С-34, изначально предназначавшегося для вооружения тяжёлого танка ИС-2, на Уралмашзаводе пришли к выводу, что из-за слишком больших размеров орудия по ширине размещение его в корпусе СУ-85 потребовало бы слишком серьёзной переделки конструкции САУ, включавшей увеличение ширины корпуса, изменение его формы и переход на торсионную подвеску. ЦАКБ настаивало на подобном варианте, не соглашаясь на внесение изменений в конструкцию своего орудия, но по расчётам Уралмашзавода, переделка САУ приводила бы к увеличению её массы на 3,5—3,8 тонны по сравнению с СУ-85 и отодвижению сроков готовности по меньшей мере на три месяца, что категорически не устраивало заказчика. В результате, как и ранее в подобной ситуации, возникшей при проектировании СУ-85, Уралмашзавод связался с заводом № 9, в результате совместной работы с конструкторами которого была создана 100-мм пушка Д-10С, подходившая для установки в корпус СУ-85 без внесения в последний значительных изменений и при этом имевшая меньшую массу, чем С-34. В связи с этим в январе 1944 года Управлением самоходной артиллерии были выдвинуты уточнённые требования к проекту САУ, получившей к тому времени обозначение СУ-100, предусматривавшие вооружение пушкой Д-10С, увеличение толщины лобового бронирования до 75 мм, применение новых смотровых приборов Mk.IV (МК-IV) и командирской башенки, при сохранении массы САУ в пределах 31 тонны.
Однако к пушке Б-34, боеприпасы которой предполагалось использовать, имелись только осколочно-фугасные и дистанционные осколочные снаряды, и, как выяснилось к тому времени, окончание разработки бронебойного снаряда к ней ожидалось не ранее второго полугодия 1944 года. Неизбежная задержка с готовностью САУ позволила начальнику ЦАКБ В. Грабину настоять на создании самоходной установки с пушкой С-34. В результате последовавших переговоров НКТП 30 апреля издал приказ об изготовлении к 8 мая прототипа с этим орудием, получившего обозначение СУ-100-2, и проведении его сравнительных испытаний совместно с СУ-100. При этом НКВ и ГАУ всё же сочли внесение глубоких изменений в корпус СУ-85 неприемлемым и разрешили заводу произвести минимальные переделки орудия для возможности его установки в существующий корпус САУ, хотя бы и с рядом дефектов. При этом внесение в конструкцию С-34 всех изменений, необходимых для его эффективной установки в СУ-85, делало бы её почти идентичной специально разработанной для этой цели Д-10С.
Тем временем, прототип с орудием Д-10С, получивший обозначение «Объект 138», был изготовлен Уралмашзаводом совместно с заводом № 50 в феврале 1944 года и успешно прошёл заводские испытания, состоявшие из 30 выстрелов и 150 км пробега. После этого прототип 3 марта был отправлен на государственные испытания на АНИОП, в ходе которых машина прошла 864 км и совершила 1040 выстрелов. В итоге государственная комиссия признала её годной для принятия на вооружение после внесения в конструкцию некоторых доработок, и 14 апреля Уралмашзаводу было дано распоряжение о начале немедленной подготовки к серийному производству новой САУ.
Прототип СУ-100-2 был изготовлен заводом № 9 в апреле — мае 1944 года с использованием орудия, снятого с опытного танка ИС-5. Параллельно с этим завершён второй прототип СУ-100, построенный с учётом улучшений, рекомендованных комиссией. 24—28 июня он прошёл государственные испытания на АНИОПе. По итогам испытаний, в ходе которых САУ прошла 250 км и совершила 923 выстрела, государственная комиссия рекомендовала её для принятия на вооружение, отметив, что СУ-100 обеспечивает поражение танков «Пантера» и «Тигр» с дистанции 1500 м вне зависимости от точки попадания, но пробивает только бортовую броню САУ «Фердинанд», хотя и с дистанции до 2000 м. СУ-100-2 прибыла на АНИОП в начале июля и в том же объёме прошла государственные испытания, по итогам которых была признана худшей по сравнению с СУ-100 и не рекомендована к принятию на вооружение. СУ-100 же была принята на вооружение РККА приказом ГКО № 6131 от 3 июля 1944 года.

### Серийное производство
Пока на Уралмашзаводе разворачивалась подготовка к производству СУ-100, по предложению Л. И. Горлицкого был разработан проект переходной САУ СУ-85М, представлявшей собой корпус СУ-100 с вооружением из 85-мм пушки Д-5С-85, устанавливавшейся на СУ-85. Помимо модели орудия, СУ-85М отличалась от СУ-100 лишь аналогичными СУ-85 поворотным механизмом, походным креплением и маской орудия, прицелом и боеукладкой на 60 85-мм выстрелов. СУ-85М позволяла раньше внедрить улучшения СУ-100 — более мощное лобовое бронирование и лучшие приборы наблюдения — в серийном производстве, но основной причиной появления этой не запланированной ранее САУ стала небоеспособность в тот период 100-мм орудия, выпуск бронебойных снарядов Б-412Б к которому был освоен только в ноябре 1944 года. Первая СУ-85М была изготовлена в июле 1944 года, а в августе она полностью сменила СУ-85 на сборочных линиях Уралмашзавода. Выпуск СУ-85М продолжался до ноября того же года, в течение трёх месяцев — параллельно с СУ-100, небоеспособными в тот период из-за отсутствия бронебойных снарядов; всего было выпущено 315 САУ этого типа.
Серийное производство самой СУ-100 началось на Уралмашзаводе в сентябре 1944 года. Первые выпущенные машины были идентичны второму прототипу, и в дальнейшем в ходе серийного производства в конструкцию САУ вносились в основном технологические изменения. Так, была ликвидирована балка, соединявшая лобовые бронеплиты, а соединение передних подкрылков с лобовым листом было переведено на способ «в четверть», а с кормовым листом броневой рубки — с «в шип» на «встык». Помимо этого, было усилено соединение рубки с корпусом, а ряд ответственных сварных швов был переведён на сварку аустенитными электродами.
| Производство СУ-100 на УЗТМ (по данным Военной приемки) |      |      |      |      |      |      |      |      |      |      |      |      |      |      |      |      |      |      |      |       |
| Год / месяц                                             | 1944 | 1944 | 1944 | 1944 | 1945 | 1945 | 1945 | 1945 | 1945 | 1945 | 1945 | 1945 | 1945 | 1945 | 1945 | 1945 | 1946 | 1946 | 1946 | Всего |
| Год / месяц                                             | 9    | 10   | 11   | 12   | 1    | 2    | 3    | 4    | 5    | 6    | 7    | 8    | 9    | 10   | 11   | 12   | 1    | 2    | 3    | Всего |
| Выпуск                                                  | 40   | 90   | 150  | 220  | 210  | 215  | 211  | 214  | 210  | 210  | 200  | 200  | 165  | 160  | 140  | 150  | 50   | 100  | 102  | 3037  |

Кроме Свердловска, СУ-100 выпускал завод № 174 в Омске. Связано это было с тем, что планировавшийся для производства Т-54 завод стоял без дела. В 1947 году при плане 200 машин там сдали 194 установки и ещё 10 — в январе 1948.
Таким образом суммарный выпуск составил 3241 машину.
Выпуск СУ-100 в послевоенное время был также возобновлён в Чехословакии, где в 1953—1956 годах по лицензии выпустили ещё 771 САУ этого типа (641 в Мартине и 130 в ЧКД Прага).

### Дальнейшее развитие
Несмотря на отрицательные результаты предварительной проработки возможности создания средней САУ со 122-мм пушкой, работы в этом направлении были продолжены. Одной из причин этого стала задержка с разработкой бронебойного снаряда к Д-10С, освоение в производстве которого ожидалось не раньше осени 1944 года, в то время как все необходимые боеприпасы к 122-мм пушке Д-25 производились ещё с 1930-х годов. В мае 1944 года на Уралмашзаводе был разработан проект САУ СУ-122П, опытный образец которой был изготовлен к сентябрю того же года. От серийной СУ-100 она отличалась лишь установкой 122-мм пушки Д-25С с 26 выстрелами к ней. По результатам испытаний прототипа, СУ-122П была признана годной для принятия на вооружение, но в серийное производство поставлена так и не была. Причины этого не указывались, но как указывает М. Барятинский, это могло явиться следствием того, что немногочисленные преимущества СУ-122П в роли истребителя танков перевешивались её недостатками: хотя 122-мм пушка по сравнению со 100-мм имела несколько большую фактическую бронепробиваемость по броне германской бронетехники, а также отличалась более мощным осколочно-фугасным снарядом, САУ с ней отличалась меньшим боекомплектом и значительно снизившейся скорострельностью, а увеличившийся вылет ствола создавал ещё большие проблемы по сравнению с СУ-100; кроме этого, существовали опасения, что отдача 122-мм пушки может оказаться слишком сильной для шасси Т-34-85. На этом, в связи с практическим исчерпанием возможностей САУ на базе Т-34 с передним расположением боевого отделения, развитие этой линии, идущей с СУ-122, прекратилось. В дальнейших работах по средним САУ использовались уже заново спроектированные базовые шасси, а внимание конструкторов перешло к компоновке с кормовым расположением боевого отделения.

## Описание конструкции
Компоновка СУ-100 в целом повторяла компоновку базового танка: САУ имела расположенные в лобовой части объединённые отделение управления и боевое отделение, и расположенное в корме моторно-трансмиссионное отделение. Экипаж СУ-100 состоял из четырёх человек: механика-водителя, командира, наводчика и заряжающего.

### Броневой корпус
СУ-100 имела дифференцированное противоснарядное бронирование с применением рациональных углов наклона брони. Броневой корпус САУ выполнялся конструктивно как единое целое с рубкой и собирался при помощи сварки из катаных листов и плит броневой стали толщиной 20, 45 и 75 мм. Лобовая часть корпуса состояла из двух соединённых клином плит: верхней, толщиной 75 мм, расположенной под наклоном в 50° к вертикали, и 45-мм нижней, имевшей наклон в 55°. Поначалу плиты соединялись между собой через литую балку, как и на базовом танке, но на машинах поздних выпусков перешли к непосредственному соединению плит. Борта корпуса выполнялись из 45-мм бронеплит и в нижней части были вертикальными, верхняя же их часть в районе моторно-трансмиссионного отделения располагалась под наклоном в 40°, тогда как в районе боевого отделения плиты, образовывавшие борта рубки, имели наклон лишь в 20°. В вырезе в правой бортовой плите рубки монтировалась командирская башенка цилиндрической формы, также выполнявшаяся из 45-мм бронеплиты. Корма корпуса была образована верхней и нижней 45-мм плитами, располагавшимися под наклоном, соответственно, в 48° и 45°, тогда как 45-мм же корма рубки была вертикальной. Днище и крыша корпуса и рубки, как и надгусеничные полки, изготавливались из 20-мм бронелистов. Маска орудия состояла из литых подвижной и неподвижной частей сложной формы и имела в лобовой части толщину до 110 мм.
Место механика-водителя находилось слева в лобовой оконечности корпуса, командир располагался в башенке справа от орудия, позади него находился заряжающий, а место наводчика размещалось слева от орудия. Для посадки и высадки экипажа в бронекорпусе имелись: люк в крыше командирской башенки и люк механика-водителя в верхней лобовой плите, аналогичные таковым на Т-34-85, и люк в кормовой части крыши рубки, на машинах ранних выпусков — двустворчатый, со второй створкой в кормовой плите рубки, как на СУ-85, но в дальнейшем от второй створки отказались. Кроме этого, в правой части днища боевого отделения имелся десантный люк. Двустворчатый люк в передней части крыши рубки служил для установки орудийной панорамы. Помимо этого, в лобовой плите над люком механика-водителя, а также в бортах и корме рубки имелись закрывавшиеся броневыми заглушками отверстия для стрельбы из личного оружия. Вентиляция боевого отделения осуществлялась при помощи двух вентиляторов, установленных в крыше рубки. Доступ к агрегатам двигателя и трансмиссии, как и на базовом танке, осуществлялся через люки в крыше моторно-трансмиссионного отделения и откидную верхнюю кормовую плиту.

### Вооружение
Основным оружием СУ-100 являлась 100-мм нарезная пушка Д-10С обр. 1944 г. (индекс «С» — самоходный вариант), имевшая длину ствола в 56 калибров / 5608 мм. Орудие обеспечивало бронебойному снаряду начальную скорость в 897 м/с, а его максимальная дульная энергия составляла 6,36 МДж / 648 тс·м. Д-10С имела полуавтоматический горизонтальный клиновой затвор, электромагнитный и механический спуски и компенсирующий механизм пружинного типа для обеспечения плавности наводки в вертикальной плоскости. Противооткатные устройства пушки состояли из гидравлического тормоза отката и гидропневматического накатника, располагавшихся над стволом орудия слева и справа, соответственно. Масса ствола орудия с затвором и открывающим механизмом составляла 1435 кг.
Пушка устанавливалась в лобовой плите рубки в литой рамке на двойных цапфах, позволявших её наведение в вертикальной плоскости в пределах от −3 до +20° и в горизонтальной ±8°. Наводка осуществлялась при помощи ручных приводов подъёмного механизма секторного типа и поворотного механизма винтового типа. Максимальная длина отката при выстреле не превышала 570 мм. Техническая скорострельность орудия составляла 4—6 выстрелов в минуту. Наведение на цель при стрельбе прямой наводкой осуществлялось при помощи телескопического шарнирного прицела ТШ-19, имевшего увеличение 4× и поле зрения 16°. Прицельная марка сетки прицела имела градуировки и обозначения с шагом 200 м: ОФ (осколочно-фугасный полный заряд) от 0 до 3600 м, УМ (уменьшенный заряд) от 0 до 2200 м, БР (бронебойный калиберный) от 0 до 3400 м, шкалу для стрельбы из танкового пулемёта ДТ от 0 до 1400 м, (на СУ-100 отсутствовал). При стрельбе с закрытых позиций применялись панорама Герца и боковой уровень.
Боекомплект орудия состоял из 33 унитарных выстрелов, размещавшихся в пяти укладках в рубке, размещённых на стеллажах в задней части (8) и с левого борта (17) боевого отделения, а также на полу справа (8). В годы Великой Отечественной войны в боекомплект орудия входили выстрелы с остроголовыми и тупоголовыми калиберными бронебойными, осколочными и осколочно-фугасными снарядами. В послевоенные годы в боекомплект был введён выстрел с более эффективным бронебойным снарядом УБР-41Д с защитным и баллистическим наконечниками, а позднее — с подкалиберным и невращающимся кумулятивными снарядами. Штатный боекомплект САУ в 1960-х годах состоял из 16 осколочно-фугасных, 10 бронебойных и 7 кумулятивных снарядов.
| Боеприпасы пушки Д-10С     | |               |                    |                   |             |                  |                       |                                                |                            |
| Марка выстрела             | Тип снаряда                                                                                        | Марка снаряда | Масса выстрела, кг | Масса снаряда, кг | Масса ВВ, г | Марка взрывателя | Дульная скорость, м/с | Дальность прямого выстрела по цели высотой 2 м | Год принятия на вооружение |
| Бронебойные снаряды        | |               |                    |                   |             |                  |                       |                                                |                            |
| УБР-412                    | бронебойный остроголовый, трассирующий                                                             | БР-412        | 30,10              | 15,88             | 65          | МД-8             | 897                   | 1040                                           | 1944                       |
| УБР-412Б                   | бронебойный тупоголовый с баллистическим наконечником, трассирующий                                | БР-412Б       | 30,10              | 15,88             | 65          | МД-8             | 897                   | 1040                                           | 1944                       |
| УБР-412Д                   | бронебойный остроголовый с защитным и баллистическим наконечниками, трассирующий                   | БР-412Д       | 30,40              | 15,88             | 61          | МД-8             | 887                   | 1070                                           | 1953                       |
| 3УБМ6                      | бронебойный подкалиберный с сердечником из карбида вольфрама, неоперённый, с отделяющимся поддоном | 3БМ8          | н/д                | н/д               | —           | —                | 1415                  | 1660                                           | 1966                       |
| УБК9                       | кумулятивный невращающийся, трассирующий                                                           | БК5М          | н/д                | н/д               | н/д         | ГПВ-2            | н/д                   | н/д                                            | 1961                       |
| Осколочно-фугасные снаряды | |               |                    |                   |             |                  |                       |                                                |                            |
| УО-412                     | морская осколочная граната                                                                         | О-412         | н/д                | 15,94             | н/д         | РГМ              | 898                   | 1200                                           |                            |
| УОФ-412                    | осколочно-фугасный                                                                                 | ОФ-412        | 30,20              | 15,60             | 1460        | РГМ              | 900                   | 1100                                           |                            |
| УОФ-412У                   | осколочно-фугасный, с уменьшенным зарядом                                                          | ОФ-412        | 27,10              | 15,60             | 1460        | РГМ              | 600                   | 730                                            |                            |

| Таблица бронепробиваемости для Д-10С |                        |                        |                        |                        |                        |
| Снаряд \ Расстояние, м | 500                    | 1000                   | 1500                   | 2000                   | 3000                   |
| БР-412 |                        |                        |                        |                        |                        |
| (угол встречи 90°) | 155                    | 135                    | 115; 116               | 100; 99                | 75                     |
| (угол встречи 60°) | 125                    | 110                    | 95                     | 80; 87                 | 60                     |
| БР-412Б |                        |                        |                        |                        |                        |
| (угол встречи 90°) | 160; 162               | 150; 149               | 135; 132               | 125; 124               | 105                    |
| (угол встречи 60°) | 130                    | 120                    | 110                    | 100                    | 85                     |
| (угол встречи 35°) | 73                     | 68                     | 62                     | 57                     | н/д                    |
| БР-412Д |                        |                        |                        |                        |                        |
| (угол встречи 90°) | 200                    | 185                    | 170                    | 155                    | 125                    |
| (угол встречи 60°) | 150                    | 140                    | 130                    | 120                    | 100                    |
| 3БМ8 |                        |                        |                        |                        |                        |
| (угол встречи 90°) | н/д                    | н/д                    | н/д                    | 290                    | н/д                    |
| (угол встречи 30°) | н/д                    | н/д                    | н/д                    | 80                     | н/д                    |
| БК5М |                        |                        |                        |                        |                        |
| (угол встречи 90°) | 390 на любой дистанции | 390 на любой дистанции | 390 на любой дистанции | 390 на любой дистанции | 390 на любой дистанции |
| (угол встречи 30°) | 180 на любой дистанции | 180 на любой дистанции | 180 на любой дистанции | 180 на любой дистанции | 180 на любой дистанции |
| Следует помнить, что в разное время и в разных странах использовались различные методики определения бронепробиваемости. Как следствие, прямое сравнение с аналогичными данными других орудий часто оказывается невозможным. |                        |                        |                        |                        |                        |

Для ближней самообороны САУ комплектовалась двумя 7,62-мм пистолетами-пулемётами ППШ-41, 1420 патронами к ним в 20 дисковых магазинах, 4 противотанковыми гранатами и 24 ручными осколочными противопехотными гранатами оборонительного типа Ф-1. С конца 1950-х годов ППШ был заменён автоматом Калашникова. В годы Великой Отечественной войны СУ-100 иногда в полевых условиях дополнительно оснащались ручными пулемётами, но штатной такая конфигурация не была.

### Средства наблюдения и связи
Наилучший обзор среди членов экипажа имел командир, располагавший для этого командирской башенкой, аналогичной применявшейся на Т-34-85. По периметру башенки имелись пять смотровых щелей, обеспечивавших круговой обзор, с быстросменными защитными триплексными стеклоблоками с внутренней стороны но без броневых заслонок. Помимо этого, во вращающейся крыше башенки был установлен перископический смотровой прибор Mk.IV (МК-4). Аналогичным прибором, размещавшимся в левой створке люка орудийной панорамы, обладал наводчик. Механик-водитель в небоевых условиях мог вести наблюдение за местностью через свой люк, в бою же ему для этого служили два перископических смотровых прибора в крышке люка, имевшие броневые заслонки. Для заряжающего единственным средством наблюдения могла служить смотровая щель в корме башни.
При модернизации, проводившейся в конце 1950-х — начале 1960-х годов, прибор МК-4 командира был заменён на бинокулярную командирскую панораму ТПКУ-2. В отличие от МК-4 с его однократным увеличением, ТПКУ-2Б имел пятикратное увеличение и поле зрения в 7,5° по горизонту, позволяя распознавать цели на дальности до 3 километров, а также был снабжён координатной и дальномерной шкалами. Также при модернизации СУ-100 оснащались пассивным прибором ночного видения механика-водителя БВН, работавшим за счёт подсветки фарой ФГ-10 с инфракрасным светофильтром. При модернизации во второй половине 1960-х СУ-100 оснащались более совершенным бинокулярным прибором ТВН-2, обеспечивавшим дальность наблюдения в 50—60 метров и поле зрения в 30°, при подсветке фарами ФГ-10 или ФГ-125.
Для внешней связи на СУ-100 устанавливалась радиостанция 9РМ или 9РС. 9РМ представляла собой комплект из передатчика, приёмника и умформеров (одноякорных мотор-генераторов) для их питания, подсоединяемых к бортовой электросети напряжением 12 В. С технической точки зрения она являлась дуплексной ламповой коротковолновой радиостанцией выходной мощностью 20 Вт, работающей на передачу в диапазоне частот от 4 до 5,625 МГц (соответственно длины волн от 53,3 до 75 м), а на приём — от 3,75 до 6 МГц (длины волн от 50 до 80 м). Разный диапазон передатчика и приёмника объяснялся тем обстоятельством, что для двусторонней связи «САУ — САУ» предназначался диапазон 4—5,625 МГц, а расширенный диапазон приёмника использовался для односторонней связи «штаб — САУ». На стоянке дальность связи в телефонном режиме (голосовой, амплитудная модуляция несущей) при отсутствии помех достигала 20 км, в движении она уменьшалась до 15 км. Телеграфный режим передачи информации у радиостанции 9Р отсутствовал. На основной части СУ-100 устанавливалась радиостанция 9РС, отличавшаяся от 9РМ исполнением в одном компактном блоке, возможностью питания от бортовой электросети напряжением 24 В, а также несколько меньшей максимальной дальностью связи — 18—20 км с места и 12—15 км в движении. Для внутренней связи САУ оснащалась танковым переговорным устройством ТПУ-3-бисФ. При модернизации во второй половине 1960-х САУ оснащалась радиостанцией Р-113.

### Двигатель и трансмиссия
СУ-100 оснащалась четырёхтактным V-образным 12-цилиндровым дизельным двигателем жидкостного охлаждения, модели В-2-34. Максимальная мощность двигателя — 500 л. с. при 1800 об/мин, номинальная — 450 л. с. при 1750 об/мин, эксплуатационная — 400 л. с. при 1700 об/мин. Пуск мотора производился стартером СТ-700 мощностью 15 л. с. (11 кВт) или сжатым воздухом из двух баллонов. Дизель В-2-34 оснащался двумя воздухоочистителями типа «Циклон», два трубчатых радиатора системы охлаждения двигателя устанавливались по обе стороны от него. Внутренние топливные баки на СУ-100 располагались по бортам корпуса, в промежутках между кожухами пружин подвески, их общая ёмкость составляла 400 л. Кроме них САУ комплектовалась четырьмя наружными дополнительными цилиндрическими топливными баками ёмкостью 95 л. каждый, располагавшимися по два вдоль бортов моторно-трансмиссионного отделения и не связанными с топливной системой двигателя. С конца 1950-х годов на СУ-100 устанавливались доработанные двигатели В-2-34М или В-2-34М11, вместе с более совершенными связанными с ними системами, прежде всего воздухоочистителями ВТИ-3 с эжекционным отсосом пыли.
В состав трансмиссии СУ-100 входили:
- многодисковый главный фрикцион сухого трения «сталь по стали»;
- пятиступенчатая механическая коробка передач с постоянным зацеплением шестерён (5 передач вперёд и 1 назад);
- два многодисковых бортовых фрикциона с сухим трением «сталь по стали» и ленточными тормозами с чугунными накладками;
- два простых однорядных бортовых редуктора.

Все приводы управления трансмиссией — механические, механик-водитель управлял поворотом и торможением САУ двумя рычагами под обе руки по обеим сторонам своего рабочего места.

### Ходовая часть
Ходовая часть СУ-100 была почти идентична базовому танку Т-34. Применительно к одному борту, в её состав входили 5 двускатных опорных катков большого диаметра (830 мм) с резиновыми бандажами, имевших подвеску Кристи, ведущее колесо и ленивец. Поддерживающие катки отсутствовали, верхняя ветвь гусеничной ленты опиралась на опорные катки машины. Ведущие колёса гребневого зацепления располагались сзади, а ленивцы с механизмом натяжения гусеницы — спереди. От базового танка и остальных серийных САУ на его базе ходовая часть СУ-100 отличалась лишь усилением подвески передних катков путём установки их на трёх шарикоподшипниках и увеличения диаметра проволоки пружин подвески с 30 до 34 мм. Гусеничная лента состояла из 72 штампованных стальных траков шириной 500 мм с чередующимся расположением траков с гребнем и без него. Для улучшения проходимости на траки могли устанавливаться грунтозацепы различной конструкции, крепившиеся болтами к каждому четвёртому или шестому траку. Со второй половины 1960-х на СУ-100 устанавливались штампованные опорные катки от танка Т-44М.

## Операторы

### Современные
- Ангола — некоторое количество СУ-100, по состоянию на 2024 год[43].
- Вьетнам — некоторое количество СУ-100, по состоянию на 2024 год[44].
- Йемен — некоторое количество СУ-100, по состоянию на 2024 год[45].
- Марокко — 8 СУ-100, по состоянию на 2024 год[46].
- Румыния — 23 СУ-100 на хранении, по состоянию на 2024 год[47]

### Бывшие
- СССР.
- Албания — некоторое количество СУ-100[48], сняты с вооружения[49].
- Алжир — 50 СУ-100 на консервации, по состоянию на 2012 год[50].
- Болгария — 100 единиц СУ-100 поставлено из СССР в 1956 году[51], сняты с вооружения[52].
- Венгрия — 50 единиц СУ-100 поставлено из СССР в период с 1950 по 1951 годы[51], сняты с вооружения.
- ГДР — 50 единиц СУ-100 поставлено из СССР в 1956 году[51]
- Египет — 150 единиц СУ-100 поставлено из СССР в период с 1955 по 1958 годы[51], сняты с вооружения[53].
- Ирак — 250 единиц СУ-100 поставлено из СССР в период с 1959 по 1963 годы[51], сняты с вооружения.
- Китай — некоторое количество СУ-100[54], сняты с вооружения[55].
- КНДР — 100 единиц СУ-100 поставлено из СССР в период с 1965 по 1968 годы[51], данные о наличии на 2007 год отсутствуют[56][сн 5].
- Куба — 100 СУ-100, по состоянию на 2012 год[57].
- Монголия — 10 единиц СУ-100 поставлено из СССР в 1952 году[51], сняты с вооружения
- Польша — не менее 25 или 26 СУ-100[58], сняты с вооружения[59].
- Северный Йемен — 50 единиц СУ-100 поставлено из СССР в 1961 году[51]
- Сирия — 80 единиц СУ-100 поставлено из СССР в период с 1959 по 1960 годы[51], сняты с вооружения[60].
- Словакия — некоторое количество СУ-100, сняты с вооружения[61].
- Чехия — некоторое количество СУ-100, сняты с вооружения[62].
- Чехословакия — порядка 1000 СУ-100, перешли к Чехии и Словакии[48].
- Югославия — некоторое количество СУ-100, перешли к образовавшимся после распада государствам[63].

## Организационно-штатная структура
В РККА СУ-100 поступали на вооружение самоходно-артиллерийских полков и самоходно-артиллерийских бригад. Полки являлись основной тактической единицей самоходной артиллерии. Самоходно-артиллерийские полки СУ-100 комплектовались по принятому в 1944 году штату № 010/462, по которому полк насчитывал 318 человек и имел 21 САУ. Структура такого полка была следующей:
- Командир полка
  - Штаб полка
    - Взвод управления с командирской СУ-100

  - 4 батареи СУ-100 по 5 машин в каждой
  - Рота автоматчиков
  - Сапёрный взвод
  - Службы тыла:
    - Взвод боепитания
    - Ремонтный взвод
    - Транспортный взвод
    - Полковой медицинский пункт
    - Хозяйственное отделение

Формирование самоходно-артиллерийских бригад началось в конце 1944 года в связи с трудностями управления самоходно-артиллерийскими полками, число которых к тому времени превысило две сотни, и организации их снабжения и массированного применения. Средние самоходно-артиллерийские бригады формировались на базе отдельных танковых бригад и комплектовались СУ-100, первоначально заменявшимися СУ-85М, по штатам № 010/500, 010/462, 010/526, 010/527, 010/504—506 и 010/514, согласно которым в них насчитывалось 1492 человека и 65 средних и 3 лёгких САУ. Структура бригады включала в себя:
- Командир бригады
  - Штаб бригады
    - Рота управления с двумя командирскими СУ-100
    - разведывательная рота с тремя лёгкими САУ СУ-76

  - 3 полка СУ-100 по штату № 010/462
  - Зенитно-пулемётная рота с девятью ДШК
  - Службы тыла:
    - Рота технического обеспечения

  - Отдел контрразведки «Смерш»
    - Отдельный стрелковый взвод «Смерш»

Польские средние самоходно-артиллерийские полки, включая укомплектованный СУ-100, также комплектовались по образцу советского штата № 010/462.

## Эксплуатация и боевое применение

### Великая Отечественная война
Первые СУ-100 были направлены на фронтовые испытания в сентябре 1944 года и получили удовлетворительную оценку войск за высокие возможности орудия и хорошую манёвренность. Но так как освоение в производстве бронебойного снаряда БР-412Б затянулось до октября того же года, первоначально серийные СУ-100 поступали лишь в военно-учебные заведения, и лишь в ноябре были сформированы и отправлены на фронт первые вооружённые ими самоходно-артиллерийские полки. В конце года были сформированы первые самоходно-артиллерийские бригады, вооружённые СУ-100: 207-я Ленинградская, 208-я Двинская и 209-я.
Без учёта фронтовых испытаний осенью 1944 года, по данным Управления Самоходной артиллерии, впервые СУ-100 были применены в бою в январе 1945 года в ходе Будапештской операции, а конкретно в бою 5 января в районе города Бичке. В условиях, когда советские войска вели стратегическое наступление, СУ-100 нередко применялись при завершении прорыва тактической глубины обороны противника в роли штурмовых орудий, как например, в Восточно-Прусской операции, где были задействованы 381-й и 1207-й самоходно-артиллерийские полки. При этом самоходно-артиллерийские части шли в атаку либо с хода, либо с подготовкой в сжатые сроки.
Первые самоходно-артиллерийские бригады СУ-100 были отправлены на фронт в начале февраля 1945 года: 207-я и 209-я — на 2-й Украинский, а 208-я — на 3-й Украинский фронт. В целом, из-за сравнительно позднего появления, применение СУ-100 на большинстве участков фронта носило ограниченный характер. Наиболее массово СУ-100 были применены в ходе Балатонской операции, когда они были использованы при отражении контратаки 6-й танковой армии СС 6—16 марта 1945 года. При этом были задействованы 207-я, 208-я и 209-я самоходно-артиллерийские бригады, а также несколько отдельных самоходно-артиллерийских полков СУ-100. СУ-100 в ходе операции сыграли значительную роль в отражении германских танковых атак и показали себя высокоэффективным средством в борьбе с германской тяжёлой бронетехникой, включая и тяжёлые танки «Тигр II». В боях 11—12 марта, из-за больших потерь советских танков, в их роли задействовались СУ-100, но из-за их уязвимости в ближнем бою был отдан приказ об оснащении каждой САУ ручным пулемётом для самообороны от вражеской пехоты. По итогам операции СУ-100 заслужили чрезвычайно высокую оценку командования.
К марту 1945 года 4 танковая армия 1-го Украинского фронта получила 1727-й самоходно-артиллерийский полк, который принял активное участие в Верхне-Силезской операции, в частности, в отражении контрудара элитной парашютно-танковой дивизии «Герман Геринг» 18 марта. Всего за период операции с 15 по 22 марта потери составили 15 (в том числе 4 безвозвратно) СУ-100 из 21 имевшейся на момент начала операции машины; большинство потерь было понесено от артогня противника, а три самоходки застряли в болоте.
В ходе подготовки к Берлинской операции, в конце марта 1945 года 1-я гвардейская танковая армия получила 27 СУ-100, кроме того, 14 апреля армии был подчинён 11-й танковый корпус, имевший 14 САУ этого типа. 2-я гвардейская танковая армия получила в конце марта 31 СУ-100, а в начале апреля — ещё 15 машин этого типа. 4-я гвардейская танковая армия к моменту начала Берлинской операции также была пополнена техникой и имела в своём составе 28 СУ-100 (10 машин в 6-м механизированном корпусе и 18 в 10-м танковом корпусе в составе 416-го гвардейского самоходно-артиллерийского полка). С самого начала берлинской наступательной операции СУ-100 приняли в ней самое активное участие, что приводило к неизбежным потерям — так, 17 апреля при прорыве в районе Зееловских высот 1-я гвардейская танковая армия потеряла 2 СУ-100 (в том числе одну сгоревшей), 19 апреля — 7 машин данного типа. 2-я гвардейская танковая армия с 16 по 21 апреля потеряла 5 СУ-100, 4-я гвардейская танковая армия с 16 по 22 апреля — 18 СУ-100 (в том числе 6 безвозвратно, причём две машины стали жертвами фаустпатронов). Применялись СУ-100 и непосредственно при штурме Берлина, в частности, вступая в бой за город, 1-я гвардейская танковая армия имела 17 боеготовых СУ-100. В условиях городских боёв самоходки придавались отдельным стрелковым частям и подразделениям в целях их усиления; так, по состоянию на 24 апреля из состава 95 танковая бригада 9 танкового корпуса (7 Т-34-85 и 5 СУ-100) была придана 7 стрелковому корпусу. По состоянию на 28 апреля в составе штурмующей Берлин 3-й ударной армии имелось 33 СУ-100 в составе 1818-го, 1415-го и 1049-го самоходно-артиллерийских полков и 95-й танковой бригады. По итогам Берлинской операции 2-я гвардейская танковая армия потеряла безвозвратно 7 СУ-100, в том числе 5 машин непосредственно в городе, 3-я — 4 СУ-100, 4-я — 3 СУ-100 (с 23 апреля по 2 мая). Основной причиной потерь стал артогонь противника.
В марте — мае 1945 года была сформирована четвёртая вооружённая СУ-100 самоходно-артиллерийская бригада — 231-я, но в боевых действиях в Европе она принять участия уже не успела. Помимо боевых действий на советско-германском фронте, 208-я и 231-я самоходно-артиллерийские бригады в составе 6-й гвардейской танковой армии участвовали в боевых действиях против Японии в августе 1945 года.

### Послевоенное применение в СССР и России
После окончания войны СУ-100 активно использовалась Советской армией ещё в течение нескольких десятилетий. В ноябре 1947 года на вооружении стояло 2628 этих машин. С конца 1950-х и по вторую половину 1960-х годов СУ-100 проходили постепенную модернизацию параллельно с базовым танком Т-34-85. В ходе модернизации САУ получили более современные приборы наблюдения и радиостанцию, более надёжную модификацию двигателя и ряд менее значительных изменений.
СУ-100 использовались советскими войсками при подавлении Венгерского восстания в 1956 году и в ходе операции «Дунай» в 1968 году. По мере передачи другим странам, списания изношенных машин и постановки САУ в парки на длительное хранение, к 1980-м годам СУ-100 в войсках практически не осталось. Тем не менее, они ещё использовались Ограниченным контингентом советских войск в Афганистане в 1979 — 1980-х годах.
В 1981 году на Борисовском танкоремонтном заводе 121 СУ-100 была оборудована аппаратурой разработки 38 НИИИ БТТ, превращавшей их в автоматические самоходные мишени, способные к прямолинейному движению и стрельбе единственным заряженным в орудие холостым выстрелом. Переоборудованные таким образом СУ-100 использовались в учениях «Запад-81», «Запад-83», «Запад-84» и «Осень-88». Уже после фактического снятия с вооружения снятые с хранения СУ-100 участвовали в парадах Дня Победы 1985 и 1990 годов. Семёрка СУ-100 прошла и в исторической части юбилейного парада 2010 года вместе с девятью Т-34-85. Су-100 также участвовали в параде Дня Победы 2025 года.

### СУ-100 в других странах
В годы Второй мировой войны СУ-100 союзникам СССР практически не поставлялись. Народная армия Польши 1 мая 1945 года начала формирование 46-го полка самоходной артиллерии, вооружение которого должны были составлять СУ-100, но до 9 мая полк получил только 2 машины. После этого поставки были прекращены, так как по состоянию на 1949 год в наличии значились всё те же 2 САУ. В 1951—1952 годах Польшей была закуплена в СССР партия вооружения, включавшая 173 СУ-100 и ИСУ-122М. По состоянию на 31 декабря 1954 года в польских войсках насчитывалось, по разным данным, 25 или 26 СУ-100. В Чехословакию советские СУ-100 начали поступать лишь в послевоенный период, ещё более тысячи произведённых в самой Чехословакии САУ, за вычетом поставок другим странам, поступили в Народную армию Чехословакии в 1950-х годах. СУ-100 поставлялись и другим союзникам СССР по Варшавскому договору. Национальная народная армия ГДР по состоянию на 1 марта 1956 года располагала 23 САУ, которые оставались на вооружении самоходно-артиллерийского полка 9-й танковой дивизии до начала 1960-х годов. Партию СУ-100, в числе прочего вооружения, закупила в СССР Болгария в 1952—1956 годах (они оставались на вооружении по меньшей мере до 1993 года). Кроме этого, имели СУ-100 на вооружении Румыния и Албания. В последней СУ-100 оставались на вооружении по меньшей мере до 1995 года. Единственной из европейских стран, куда СУ-100 поставлялись за пределы Варшавского договора, стала Югославия, получившая несколько десятков САУ этого типа. В ходе распада Югославии СУ-100 использовались в последовавшей гражданской войне, оказавшись в армиях противоборствующих государств.
Ареной наиболее активного боевого применения СУ-100 в послевоенном периоде стал Ближний Восток. При перевооружении египетской армии после арабо-израильской войны 1948 года, СССР через Чехословакию в числе прочей бронетехники поставил в Египет в 1953 году 100 СУ-100. Эти САУ были использованы египетскими войсками в ходе Суэцкого кризиса в 1956 году. При этом, по израильским данным, в ходе операции «Кадеш» египтянами были потеряны 6 СУ-100. Четыре СУ-100, выделенные в отдельное подразделение из 53-й артиллерийской батареи, применялись египетскими войсками в качестве мобильной артиллерии при обороне Порт-Саида, но были подбиты британскими парашютистами 5 ноября. Несколько СУ-100 имелись в составе египетских войск, отправленных в Йемен для поддержки республиканского восстания. Сам Йемен тоже получил в дальнейшем несколько десятков САУ.
К 1967 году СУ-100 всё ещё оставались на вооружении Египта и в ходе Шестидневной войны использовались при отражении израильского наступления на Синайском фронте, в ходе которого была потеряна 51 СУ-100. Сирия между 1964 и 1967 годами получила от СССР некоторое количество СУ-100, которые в сирийской армии были введены в состав противотанковых рот, придававшихся бронетанковым и механизированным бригадам. В египетской армии, в каждой из пяти пехотных дивизий, сосредоточенных для наступления на Синайском фронте в Войне Судного дня в 1973 году, имелось по батальону СУ-100. Сирия также использовала их в ходе войны, с самого начала наступления сирийских войск на Голанских высотах СУ-100 двигались в авангарде войск среди боевых порядков пехоты. По некоторым данным, СУ-100 имелись также на вооружении Ирака перед началом Иракской войны.
СУ-100 поставлялись СССР в Китай, КНДР и Вьетнам, но данные об их боевом применении в вооружённых конфликтах в том регионе, в частности, во Вьетнамской войне, отсутствуют. После 1959 года СУ-100 поставлялись и на Кубу, и в 1961 году кубинские САУ использовались при отражении вторжения в заливе Свиней. Некоторое количество СУ-100 получили Алжир и Марокко, а также Ангола, где они использовались в ходе гражданской войны.

#### XXI век
Применялись в ходе Гражданской войны в Йемене. К началу гражданской войны в Йемене сохранилось около тридцати самоходных артиллерийских установок. Их задействовали в городских боях и в горных условиях, где их привлекают для стрельбы прямой наводкой по позициям противника.

## Оценка проекта
Благодаря использованию отработанной базы серии средних САУ на базе Т-34, СУ-100 была запущена в серию с минимальными изменениями в производстве: 72 % деталей САУ заимствовались от Т-34-85, 4 % — от СУ-122, 7,5 % — от СУ-85, и только 16,5 % проектировались заново. С другой стороны, СУ-100 унаследовала и отрицательные стороны базового танка, такие как устаревшая конструкция подвески или размещение топливных баков в боевом отделении, а также невыгодную для САУ компоновку. Ряд проблем вызвала и установка более мощного орудия, исчерпавшая запас развития базового шасси. Большая масса 100-мм орудия и утолщение лобовой брони привели к перегрузке передних катков, в результате чего, даже несмотря на усиление пружин подвески, обеспечить гарантийный пробег в 3000 км, требуемый ГРАУ, для СУ-100 так и не удалось, что в сочетании с уменьшившимся запасом хода несколько снижало мобильность вооружённых СУ-100 частей. По состоянию на 1948 год, гарантийный пробег СУ-100 составлял лишь 1000 км. Вылет ствола на СУ-100 ещё более увеличился по сравнению с СУ-85, затрудняя маневрирование на пересечённой местности и в населённых пунктах; увеличивался риск утыкания ствола в грунт, что могло привести к поломке механизмов либо засорению канала ствола, создававшему опасность его разрыва при последующем выстреле. Кроме этого, сравнительно большие размеры и вес 100-мм унитарных выстрелов снизили боекомплект САУ в полтора раза и привели к некоторому снижению скорострельности, но за счёт этого многократно возрастала огневая мощь самоходной установки, оставив её в классе средних по массе при столь мощном и довольно крупном калибре орудия без излишнего увеличения боевой массы машины. С принятием на вооружение СУ-100 РККА получила высокоэффективное противотанковое средство с исключительно мощным вооружением, способное бороться со всеми серийными образцами германской бронетехники. Даже в послевоенный период, несмотря на активное совершенствование конструкции танков, СУ-100, хотя и с переменным успехом, продолжала сохранять эффективность против них, что во многом было обусловлено общностью орудия с основным советским танком первого послевоенного периода — Т-54,Т-55.

### Вооружение, защищённость и подвижность
В годы Великой Отечественной войны бронепробиваемость Д-10С позволяла ей поражать лобовую броню большинства германских танков и САУ. Как показывали испытания СУ-100 на АНИОПе, Д-10С оказалась способна пробивать лобовую броню «Тигра» и «Пантеры», включая верхнюю лобовую плиту последней, которая пробивалась на дистанции 1500 метров, превосходя расчётные возможности орудия. Бортовая броня немецких танков, даже на самых тяжёлых серийных образцах вертикальная или расположенная с незначительными углами наклона и не превышавшая 82 мм, как и лобовая броня основных массовых средних танков и САУ — Pz.Kpfw.IV и StuG.III/IV, пробивалась с расстояния 2000 метров и более, то есть практически на всех реальных дистанциях боя.
Определённую проблему для 100-мм пушки представляла лишь лобовая броня танка «Тигр II» и выпущенных малыми сериями САУ «Фердинанд» и «Ягдтигр». Вместе с тем, как показали испытания обстрелом бронекорпуса трофейного «Тигра II», проведённые в Кубинке, попадание в лобовую броню 3—4 бронебойных или осколочно-фугасных 100-мм снарядов с дистанции 500—1000 метров приводило к образованию в ней трещин, сколов и разрушению сварных швов, приводивших в конечном итоге к выходу танка из строя. Попадания в кромки или стыки лобовых бронеплит с дистанции в 500—600 метров приводили к сквозному пробитию, но 180-мм лобовая плита башни пробивалась только при стрельбе в упор. Аналогичную лобовую броню корпуса имела и САУ «Ягдтигр». Лобовая 200-мм броня «Фердинанда» Д-10С не пробивалась, но от попаданий в неё с дистанции в 1500 метров на испытаниях САУ вышла из строя из-за образования сколов с внутренней стороны брони. Но противотанковые возможности Д-10С в ходе войны были использованы не в полной мере из-за отсутствия к ней современных по тем меркам бронебойных снарядов — остроголовые с бронебойным наконечником снаряды для советских танковых и противотанковых пушек были разработаны только в послевоенный период на основе трофейных германских боеприпасов.
Возможности осколочно-фугасного снаряда Д-10С, содержавшего 1,46 кг взрывчатого вещества и дававшего около 500 крупных осколков с дистанцией поражения 22 метра по фронту и 9 метров в глубину против залёгшей, либо, соответственно, 31 и 13 метров против стоящей пехоты, ещё более расширяли спектр возможного применения СУ-100. Хотя её осколочно-фугасный снаряд и уступал вдвое по массе заряда снарядам 122-мм пушек, составлявших вооружение советских тяжёлых танков и САУ, он в той же степени превосходил содержавшие 0,65—0,74 кг взрывчатого вещества снаряды 85-мм пушек, которыми оснащались средние танки и САУ. Единственным исключением являлась средняя САУ СУ-122, вооружённая 122-мм гаубицей, чей заряд содержал 3,67 кг взрывчатого вещества. Однако ко второй половине 1944 года СУ-122, чей выпуск прекратился за год до этого, стали крайне редки в войсках, при том, что в период наступления РККА обострилась нужда в САУ именно такого типа, сочетавших могущество 122-мм снаряда с подвижностью среднего танка. СУ-100, по общей мобильности лишь незначительно уступавшая Т-34-85, хотя и не могла в полной мере заменить СУ-122, смогла тем не менее сгладить остроту этой проблемы. Усиленное по сравнению с СУ-122 и СУ-85 бронирование также способствовало более эффективному её использованию в роли штурмового орудия, но отсутствие пулемёта, как и на остальных советских средних САУ, являлось серьёзным недостатком при таком её применении, почти не оставляя ей в ближнем бою средств обороны от пехоты противника.
Защищённость СУ-100 на поле боя по сравнению с базовым танком и СУ-85 также значительно повысилась за счёт доведения наиболее поражаемой в бою детали бронекорпуса — верхней лобовой — до 75 мм, что увеличило её толщину по ходу снаряда до 117 мм. На нормальных дистанциях боя она не пробивалась наиболее распространёнными германскими танковыми и противотанковыми пушками — 75-мм KwK.40 и PaK.40 с длиной ствола, соответственно, 48 и 46 калибров, а на дистанциях более 1000—1500 метров она обеспечивала определённую защиту и от более мощных танковых орудий KwK.42 и KwK.36. Однако броня высокой твёрдости, аналогичная применявшейся на Т-34, сохранила и тенденцию к образованию вторичных осколков с тыльной стороны при обстреле снарядами калибром 75 мм и выше, даже если последние и не пробивали броню. Кроме того, в лобовой броне имелись ослабленные места в виде маски орудия, люка механика-водителя и нижнего лобового листа, хотя вероятность попадания в последний была сравнительно мала.
С окончанием Второй мировой и началом холодной войны, потенциальным противником для СУ-100 стала бронетехника Великобритании и США. Броня всех их средних / крейсерских танков военного периода пробивалась Д-10С на всех реальных дистанциях стрельбы. Опасность СУ-100 представляла и для средних / основных боевых танков первого поколения, представленных M26/M46 в США и «Центурионом» в Великобритании. Сквозное пробитие лобовой брони первых, даже в наиболее снарядостойкой области верхней лобовой детали, достигалось с дистанции в 1100 метров, а при попадании в менее защищённые лоб башни или нижнюю лобовую деталь — и более. Предел тыльной прочности (ПТП) составлял более 2500 м. Немногим большими показателями стойкости обладал и «Центурион» ранних модификаций. Бортовая же броня корпуса и башни почти всех западных танков вплоть до 1970-х поражалась при обстреле на курсовых углах более 60° на любой дистанции прицельной стрельбы, и на курсовых углах в 25—30° — на обычных дистанциях боя. Вместе с тем и бронирование советской САУ могло обеспечить защиту лишь от огня устаревших танков, тогда как новые западные машины не имели проблем с пробитием брони СУ-100 калиберными снарядами на нормальных дистанциях боя и подкалиберными — с дистанции до 2000 метров.
Но с развитием бронезащиты западных танков Д-10 из-за отставания в разработке современных боеприпасов к ней постепенно начала утрачивать эффективность, даже несмотря на появление в боекомплекте более совершенного калиберного бронебойного снаряда Б-412Д. Так, лобовая броня танка M47 пробивалась ею лишь с дистанции в 400—700 метров. M48 и M60, а также «Центурионы» поздних модификаций с усиленным бронированием и вовсе поражались калиберными снарядами лишь в районе маски орудия, либо при маловероятном попадании в нижнюю лобовую деталь.
Лишь к 1960-м годам появление в боекомплекте невращающихся кумулятивных и подкалиберных снарядов с отделяющимся поддоном вновь сделало СУ-100 опасным противотанковым средством, чья эффективность снижалась лишь устаревшей системой управления огнём и неадекватной более бронезащитой. Подкалиберный снаряд имел дальность прямого выстрела 1660 метров по цели двухметровой высоты и с дистанции до 2000 метров мог поражать лоб башни всех серийных западных танков 1960-х годов, хотя против их лобовой брони корпуса он был менее эффективен из-за свойственной снарядам такого типа склонности к рикошету при значительных углах наклона брони. Кумулятивный же снаряд отличался меньшей дальностью прямого выстрела и точностью, но мог пробивать броню практически всех серийных западных танков вне зависимости от места попадания, вплоть до появления машин с комбинированной бронёй в конце 1970-х — начале 1980-х годов.

### Аналоги
В годы Второй мировой войны аналогичные СУ-100 самоходные артиллерийские установки — истребители танков закрытой безбашенной компоновки с противоснарядным бронированием — серийно производились только в Германии и отчасти в Италии, хотя САУ последней в большей степени относились к классу штурмовых орудий. Наиболее близкой к СУ-100 и наиболее совершенной из германских САУ этого типа являлась Jagdpanzer IV/70, базировавшаяся на шасси наиболее массового среднего танка Pz.Kpfw.IV и запущенная в производство в августе 1944 года.
Имея незначительное превосходство в лобовом бронировании, Jagd.Pz.IV уступала СУ-100 в бортовом бронировании. 75-мм пушка StuK.42, устанавливавшаяся на Jagd.Pz.IV, была приблизительно равноценна Д-10С в табличной бронепробиваемости калиберных бронебойных снарядов; наличие подкалиберных снарядов значительно повышало её возможности в этом плане, но из-за крайнего дефицита этих снарядов на практике они использовались исключительно редко. При этом StuK.42 имела в 2,3 раза меньший вес снаряда и почти вдвое меньшую дульную энергию, что в определённых условиях дополнительно снижало её фактическую бронепробиваемость по сравнению с более мощной Д-10. Кроме того, советская методика измерения бронепробиваемости часто давала заниженные результаты, и реальная пробиваемость Д-10 была больше табличной. Ещё легче по сравнению с боеприпасами советской САУ был 75-мм осколочно-фугасный снаряд противотанковой пушки StuK.42 марки Sprgr.42, массой всего 5,74 кг, имел  заряд взрывчатого вещества 620 (650) г литого аммотола, что сильно снижало её возможности в борьбе с небронированными целями и ни в какое не идёт сравнение с мощной 15,6 кг стальной осколочно-фугасной гранатой ОФ-412, снаряжённой 1,46 кг литого тротила. С другой стороны, к преимуществам Jagd.Pz.IV относились наличие оборонительного курсового 7,92-мм пулемёта MG-42, низкая высота машины, наиболее низкая для машин подобного класса, более качественное изготовление бронебойных снарядов и снарядов в целом, также наличие защитного и баллистического колпачка БР снарядов, больший боекомплект — 55 выстрелов против 33 у СУ-100, и несколько большая скорострельность из-за вдвое меньшей массы 75-мм унитарных выстрелов. Jagd.Pz.IV базировалась на шасси отработанного в производстве и доведённого до сравнительно высокой степени надёжности Pz.Kpfw.IV, но она, как и СУ-100, страдала от перегруженности передних катков, причём ещё в большей степени из-за меньших возможностей базового шасси.
Более высокие характеристики имела САУ «Ягдпантера», базировавшаяся на шасси танка «Пантера», хотя сравнение её с СУ-100 не вполне правомерно, так как по массе 45-тонная «Ягдпантера» относилась к тяжёлым САУ. Имея несколько более мощную лобовую и бортовую защиту, «Ягдпантера» несла 88-мм пушку KwK.43, значительно превосходившую Д-10С в табличной бронепробиваемости даже калиберных снарядов, но уступавшую по дульной энергии. «Ягдпантера» имела курсовой пулемёт для ближней обороны от вражеской пехоты, превосходила СУ-100 в скорострельности орудия и несла боекомплект из 57 выстрелов, хотя по мощности осколочно-фугасного снаряда KwK.43 всё равно уступала Д-10С. Остальные близкие по классу более лёгкие германские, как и все итальянские САУ, значительно уступали СУ-100.

## Сохранившиеся экземпляры
Благодаря своей долгой службе, сравнительно большое количество СУ-100 сохранилось в странах, где в она прошлом состояла на вооружении, прежде всего в странах бывшего СССР, а также в Чехии и Словакии. Десятки САУ установлены в качестве памятников или в составе мемориальных комплексов, либо находятся в экспозициях различных музеев. Некоторое количество САУ, захваченных израильскими войсками в ходе арабо-израильских войн, попало и в другие страны.
- Россия:
  - Москва, район Строгино, парк Москворецкий.
  - Воронеж, Музей-Диорама, 2 экземпляра
  - Военно-исторический музей артиллерии, инженерных войск и войск связи в Санкт-Петербурге.
  - Музейно-мемориальный комплекс «История танка Т-34» в Шолохове.
  - Саратовский государственный музей боевой славы в Парке Победы в Саратове, два экземпляра.
  - Центральный музей бронетанкового вооружения и техники в Кубинке.
  - Музей военной техники «Боевая слава Урала» в Верхней Пышме.
  - Чита, Музей истории войск СибВО
  - Тамбовкая область г. Моршанск памятник.
  - Музей отечественной военной истории в Московской области
  - Ульяновск, Парк Победы, выставка-площадка советской военной техники времен ВОВ
  - Краснодар, Парк 30-летия победы
- Великобритания:
  - Танковый музей в Бовингтоне.
  - Имперский военный музей в Даксфорде.
- Израиль:
  - Роща павших в Кирьят-Шмоне, три экземпляра разных цветов.
  - Музей Израильских танковых войск в Латруне.
  - Музей Батей-ха-осеф в Тель-Авиве.
- Франция — две СУ-100 в бронетанковом музее в Сомюре.
- США — музей Абердинского испытательного полигона.
- Куба
  - музей Революции в Гаване. Надпись на постаменте гласит, что из этой САУ во время боя на Плайя-Хирон в апреле 1961 г. Фидель Кастро лично поразил американское судно «Хьюстон»[109].
  - Museo Girón (Музей вторжения США в Заливе Свиней)
- Польша
  - Музей бронетанковой техники[110]
- Германия
  - Танковый музей в Мунстере
  - Германо-Российский музей в Берлине-Карлсхорсте
- Румыния
  - Национальный военный музей «короля Фердинанда I» в Бухаресте.
- Австрия
  - Военно-исторический музей (Вена)
- Беларусь
  - Брестская крепость.
  - Белорусский государственный музей истории Великой Отечественной войны в Минске.
  - Историко-культурный комплекс "Линия Сталина". СУ-100 восстановлена до рабочего состояния и принимает участие в реконструкциях боёв Великой Отечечственной войны.
- Болгария
  - Националеный военно-исторический музей в Софии.
- Молдова
  - Музей военной техники Молдовы
- Словакия
  - Военный музей в Свиднике.
  - Мемориал памяти жертв Второй мировой войны (Даргов)
- Украина
  - Парк 10-летия независимости Украины (Макеевка)
  - Музей Великой Отечественной войны (Киев)
  - Мемориал героической обороны Одессы
  - Площадь 30-летия Победы (Алчевск)
- Чехия
  - Национальный военный мемориал
  - Музей на демаркационной линии в Рокицани

## СУ-100 в литературе и кино
СУ-100 снимались в ряде советских фильмов о Великой Отечественной войне. Наиболее известным примером участия СУ-100 в кинематографе является фильм «На войне как на войне», снятый по одноимённой повести Виктора Курочкина. Хотя по книге главные герои воевали на СУ-85, в фильме она была заменена на СУ-100. Помимо советских, СУ-100 снималась в американском фильме The Misfit Brigade, где САУ исполняла роль германского истребителя танков в годы Второй мировой войны.
Во франко-алжирском фильме «Битва за Алжир» Су-100 изображает САУ французских десантников.

## СУ-100 в сувенирной и игровой индустрии
В модельной индустрии СУ-100 представлена слабо по сравнению с более известными образцами бронетехники периода Второй мировой войны. Сборные пластиковые масштабные модели САУ выпускались рядом производителей. Среди современных фирм модели СУ-100 в масштабе 1:35 выпускают российская «Звезда» и предлагающая перепакованные модели «Звезды» германская Revell, а также китайская Dragon Models. Такие производители как украинская UM или молдавская AER, а также ряд других, выпускают пластиковые либо смоляные модели СУ-100 в масштабе 1:72 и в менее распространённом 1:76. Существуют также наборы для постройки бумажной модели-копии СУ-100 в масштабе 1:25. В ряде изданий модельной и военно-исторической направленности также публиковались чертежи для самостоятельной постройки модели.
СУ-100 представлена в ряде компьютерных игр, как посвящённых событиям Второй мировой, так и послевоенным конфликтам. Например, в получившей высокие оценки критиков за реалистичность «Вторая мировая». Намного реже, но СУ-100 встречается и в играх других жанров: танковом симуляторе T-72: Balkans On Fire!. СУ-100 также можно увидеть среди моделей советской техники MMO-игр (ММО-экшн) «World of Tanks» и «War Thunder» .
Отражение тактико-технических характеристик бронетехники и особенностей её применения в бою во многих компьютерных играх далеко от реальности.

### Комментарии
1. 1 2  С учётом СУ-85М; иначе — 4661 единиц.
2. ↑  С учётом СУ-85М, иначе — в сентябре того же года.
3. ↑  В 1960-х годах и позднее был разработан ряд более современных боеприпасов для семейства пушек Д-10, включающий оперённые подкалиберные снаряды, но данные о комплектовании ими СУ-100 отсутствуют.
4. ↑  Расчётные данные НКВ от 4 мая 1944 года.
5. ↑  Ввиду закрытости КНДР и высокого уровня секретности, окружающего северокорейские вооружённые силы, доступная в открытых источниках информация о них в значительной степени носит оценочный характер.
6. ↑  Модификация орудия Д-10 — Д-10С, установленная на СУ-100 и первая в ряду его танковых модификаций — Д-10Т отличались лишь деталями орудийной люльки, зависевшими от установки в рубке САУ или башне танка, и, как и последующие модификации Д-10Т, были полностью взаимозаменяемы в остальном, включая активно совершенствовавшиеся боеприпасы.
7. ↑  Предел, до которого тыльная сторона брони при попадании остаётся неповреждённой.
8. ↑  Единственное ограничение накладывалось взрывателем кумулятивного снаряда, срабатывавшим лишь при углах встречи с бронёй более 13°.